# Бабки (род)
Бабки (лат. Cordulia) — род разнокрылых стрекоз из семейства бабок, встречающийся в Голарктике.

## Описание
Тело изумрудно- или бронзово-металлически-зелёного цвета. Лоб зелёного цвета, без ярко-жёлтых пятен. Грудь со светлым опушением. Задние крылья имеют тёмное пятно в основании.

## Биология
Предпочитают весьма широкий спектр стоячих водоёмов, включая озёра, пруды, заводи рек, помимо этого — некоторые заболоченные водоёмы, включая торфяные болота. Наиболее часто встречаются около небольших озёр и прудов с чистой водой и большими зарослями водной растительности. Отдельные стрекозы могут улетать на удаление в 3—5 км от водоёмов. Яйца самка откладывает вблизи берега на подводную растительность.
Стрекозы встречаются около водоёмов, обычно в пасмурную погоду или по вечерам. Полёт относительно сильный. Развитие яиц длится в течение 1 или 8 месяцев (если остаются зимовать). Личинки ведут придонный образ жизни среди заросшей растительности. Развитие личинки длится 2—3 года.

## Классификация
Разные систематики в составе рода насчитывают от одного до трёх видов. В случае признания только одного вида, статус приведённых ниже видов понижается до подвидов.

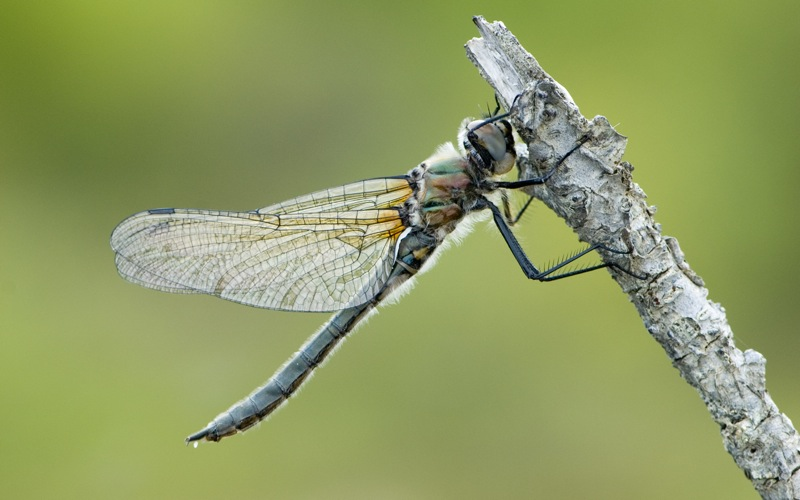
Cordulia shurtleffii

- Cordulia aenea (Linnaeus, 1758) — Европа, Кавказ, Западная Сибирь
- Cordulia amurensis Selys, 1887 — северо-восток Сибири и Дальний Восток
- Cordulia shurtleffii Scudder, 1866 — Северная Америка